# Coulombs-en-Valois
Coulombs-en-Valois – miejscowość i gmina we Francji, w regionie Île-de-France, w departamencie Sekwana i Marna.
Według danych na rok 1990 gminę zamieszkiwały 482 osoby, a gęstość zaludnienia wynosiła 22 osób/km² (wśród 1287 gmin regionu Île-de-France Coulombs-en-Valois plasuje się na 818. miejscu pod względem liczby ludności, natomiast pod względem powierzchni na miejscu 60.).